# Cuajimalpa de Morelos
Koordinaten: 19° 22′ N, 99° 17′ W
Cuajimalpa de Morelos, im allgemeinen Sprachgebrauch meistens nur unter seiner ursprünglichen und kürzeren Form Cuajimalpa bezeichnet, ist einer von 16 Bezirken (demarcaciones territoriales) von Mexiko-Stadt. Der Bezirk befindet sich im mittleren und äußersten Westen der mexikanischen Hauptstadt. Seine gesamte Ostgrenze verläuft entlang der Demarcación territorial Álvaro Obregón, mit der er gemeinsam das Geschäftsviertel Santa Fe beherbergt.
Neben dem eigentlichen Ort Cuajimalpa de Morelos umfasst die Demarcación territorial weitere 19 Ortschaften, größter dieser Orte ist San Lorenzo Acopilco.

## Bedeutung des Namens
Die Bezeichnung Cuajimalpa leitet sich von dem Begriff Cuauhximalpan ab. Dieser stammt aus dem Nahuatl und wird aus den Wörtern Cuauhximalli (Holzspäne) und pan (Lokativ) gebildet. Der Begriff bezeichnet daher vermutlich ein Sägewerk oder meint in etwa Auf den Holzspänen. Beide Interpretationen verraten, dass viele der ursprünglichen Bewohner Holzfäller bzw. Holzschnitzer waren. Der Zusatz de Morelos wurde erst 1970 zu Ehren von José María Morelos, einem Helden des mexikanischen Unabhängigkeitskrieges, hinzugefügt.

## Bodenbeschaffenheit
Ein Großteil des Geländes ist von eher rauer Beschaffenheit und beherbergt vor allem im Zentrum und im Süden Berggipfel mit etwa 3.800 Metern Höhe wie La Palma (3810 m), San Miguel (3800 m) und El Cochinito (3760 m). Die Gegend besteht vorwiegend aus Vulkangestein und verfügt über einige kleine Täler und Schluchten.

## Sehenswürdigkeiten
Die Hauptattraktion Cuajimalpas ist der Nationalpark Desierto de los Leones (dt. Löwenwüste); eine prachtvolle Landschaft, die ein ehemaliges Karmeliterkloster beherbergt, in dem sich heute ein Museum, ein Restaurant und diverse Räumlichkeiten für Ausstellungen und kulturelle Veranstaltungen befinden. Der Desierto de los Leones wurde bereits 1917 zum Nationalpark erklärt.

## Der teuerste Wohnbezirk von Mexiko-Stadt
Cuajimalpa ist der teuerste Wohnbezirk von Mexiko-Stadt. Laut Angaben des Immobilienunternehmens Metrosúbicos beträgt der durchschnittliche m²-Preis 26.852 Pesos und liegt somit 55 % über dem Durchschnitt von Mexiko-Stadt mit 17.315 Pesos. Jedoch besteht innerhalb des Bezirks ein äußerst starkes Gefälle. Während in den Stadtvierteln Bosques de Santa Fe oder Club de Golfes Bosques m²-Preise von bis zu 95.000 Pesos bezahlt werden, ist die m²-Wohnfläche in Gebieten wie Manzanastitla oder La Navidad nur 9700 Pesos wert.